# Ferentino
Ferentino (łac. Ferentinum) – miejscowość i gmina we Włoszech, w regionie Lacjum, w prowincji Frosinone.
Według danych na rok 2004 gminę zamieszkiwały 19 903 osoby, 248,8 os./km².
W 2005 roku Ferentino podpisało umowę o współpracy (gminy partnerskie) z gminą Raszyn (woj. mazowieckie).

## Miasta partnerskie
- Jekaterynburg
- Rockford
- San Severino Marche